# Malvazija
Malvazija je naziv za cijelu grupu sorti i podrazumijeva uglavnom bijelo grožđe, tj. vino. U Hrvatskoj uglavnom raste u Istri i Konavlima, a vino se deklarira kao Malvazija istarska i Malvasija dubrovačka.
Malvazija je slabije rodnosti, a daje zlatno i mirisno vino, s aromama marelice, badema, mošusa i bagrema.
Ostali nazivi: Malmsey, Malvasija dubrovačka bijela, Malvasia, Malvasier, Malvoisie.

## Vanjske poveznice
- Mali podrum  Arhivirana inačica izvorne stranice od 28. rujna 2007. (Wayback Machine) - Malvazija; hrvatska vina i proizvođači
- Malvazija San Martino - Malvazija; vinogorje istočna Istra